# Andé
Andé ist eine französische Gemeinde mit 1.324 Einwohnern (Stand: 1. Januar 2022) im Département Eure in der Region Normandie. Sie gehört zum Arrondissement Les Andelys und zum Kanton Louviers. Die Einwohner werden Andéens genannt.

## Geografie
Andé liegt in einem Mäander der Seine. Umgeben wird Andé von den Nachbargemeinden Porte-de-Seine im Norden, Herqueville im Nordosten, Muids im Osten und Süden, Vironvay im Südwesten sowie Saint-Pierre-du-Vauvray im Westen.

## Bevölkerungsentwicklung
| Jahr                       | 1962 | 1968 | 1975 | 1982 | 1990 | 1999 | 2016 | 2019 |
| Einwohner                  | 335  | 405  | 599  | 667  | 966  | 996  | 1043 | 1304 |
| Quellen: Cassini und INSEE |      |      |      |      |      |      |      |      |

## Sehenswürdigkeiten
- Kirche Notre-Dame aus dem 18. Jahrhundert
- Schlossanlage, ursprünglich als Burg im 13. Jahrhundert erbaut, heutiger Bau aus dem 18. Jahrhundert

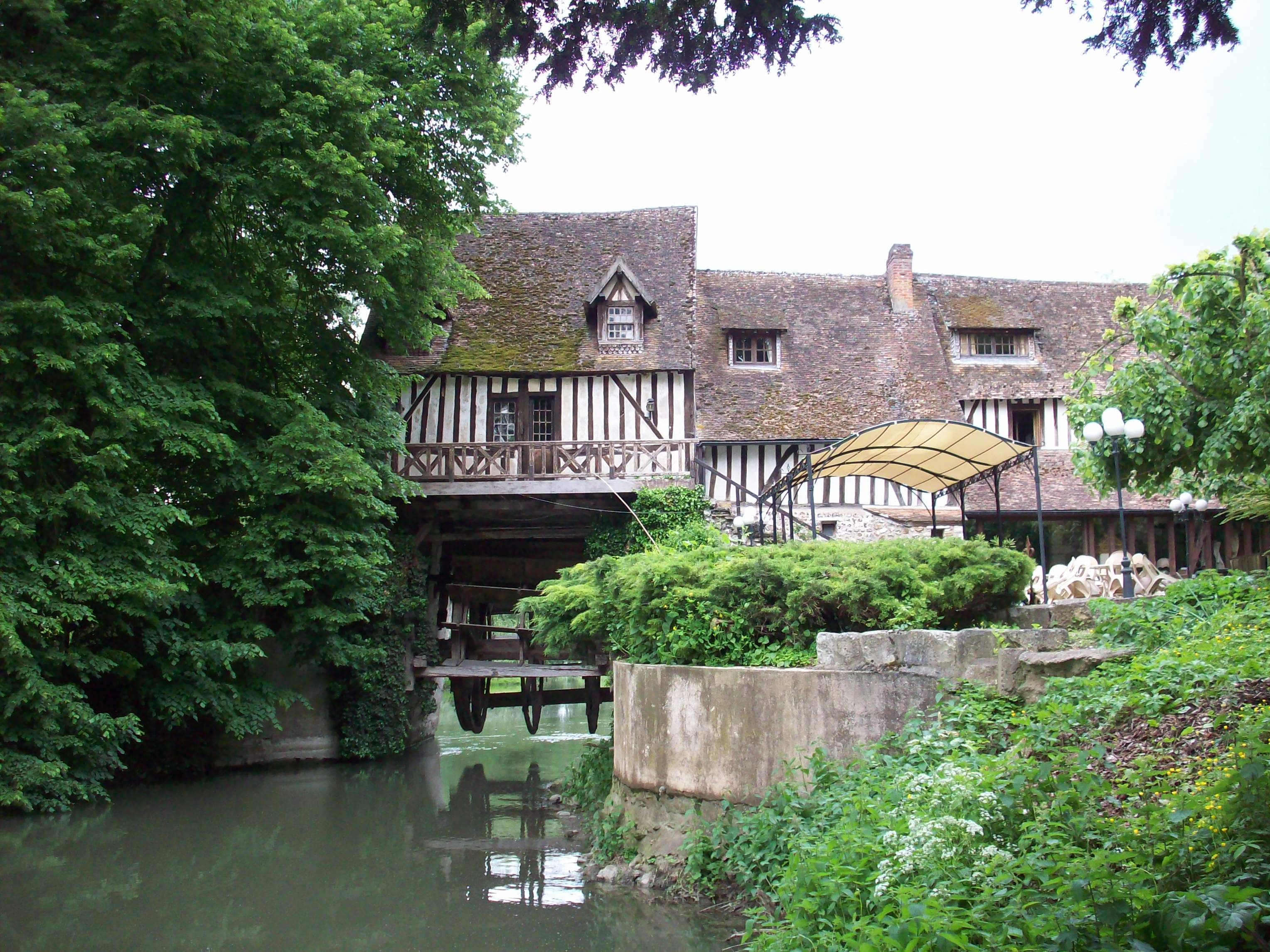
Mühle von Andé
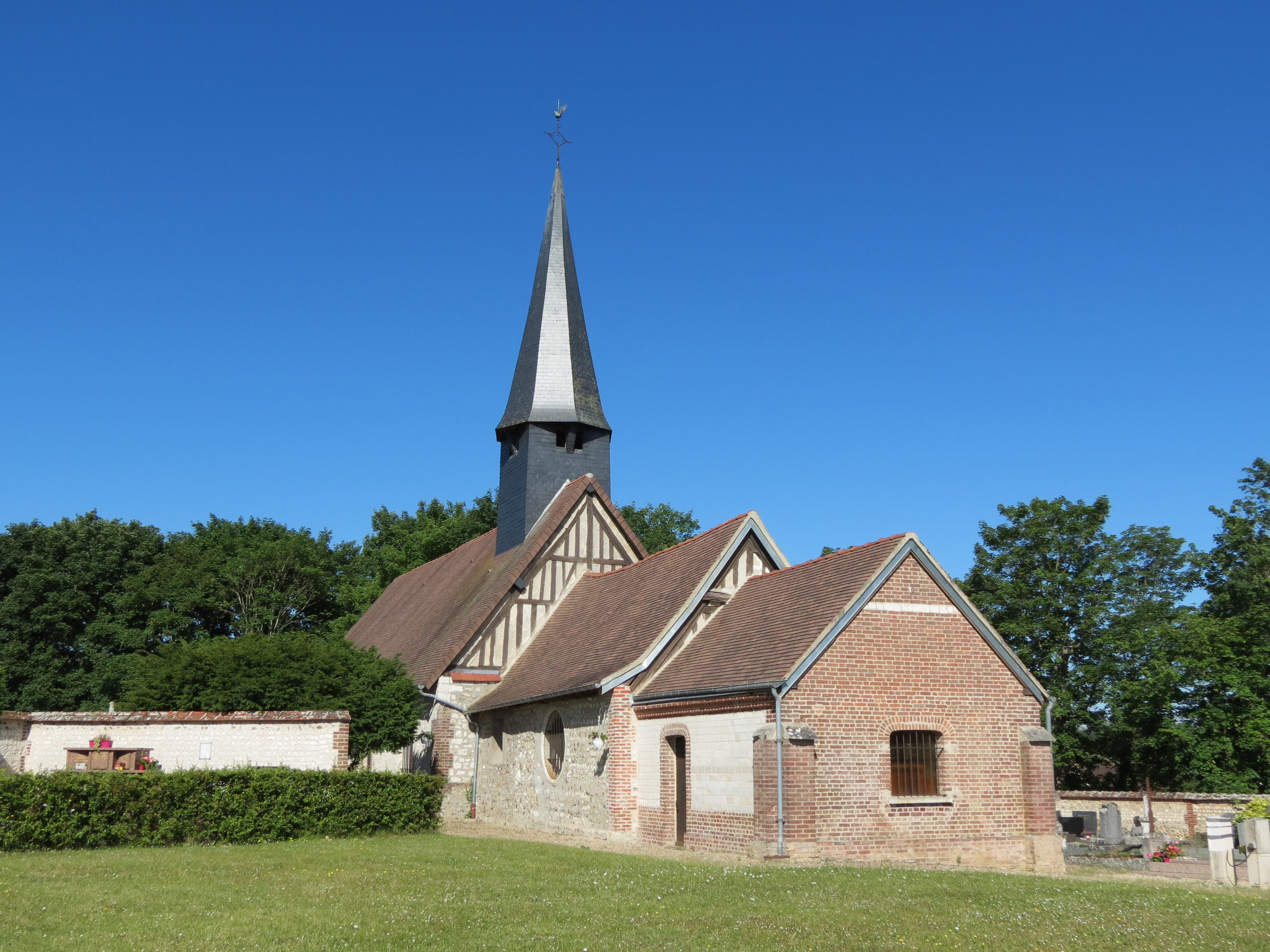
Kirche Notre-Dame

- Mühle von Andé
- Kirche Notre-Dame